# Rolf Schips
Rolf Schips (* 4. Mai 1939) ist ein ehemaliger deutscher Fußballspieler. 

## Karriere
Rolf Schips spielte in seiner Jugend bei den Stuttgarter Kickers, wo auch sein Vater Josef Schips viele Jahre lang als Jugendleiter tätig war. Am 6. März 1960 kam der Läufer auch zu seinem ersten und einzigen Erstligaeinsatz in der Oberliga Süd, als er im Heimspiel gegen den SSV Reutlingen 05 von Trainer Bernard Hügl in der Anfangsformation eingesetzt wurde. Nach seiner Zeit in Stuttgart ging Schips in die USA und spielte dort für den DSC Brooklyn Fußball.